# Змеул, Афанасий Андреевич
Афана́сий Андре́евич Зме́ул (20 декабря 1904, Екатеринослав — 3 сентября 1972, Москва) — советский историк, политработник, организатор высшего образования.

## Биография
С марта 1918 по май 1920 года в составе Красной армии участвовал в Гражданской войне.
В 1925 году вступил в ВКП(б). С сентября 1930 по октябрь 1937 года служил в РККА.
В 1931 году — слушатель Института истории, советского строительства и права красной профессуры. Занимался историей рабочего и профсоюзного движения, опубликовал несколько работ, в том числе книгу «От Февраля к Октябрю. Профсоюзы и фабзавкомы в 1917 г.» (1934).
Первый руководитель Всесоюзной академии внешней торговли после её преобразования в высшее учебное заведение: возглавлял её в 1939—1941 годах в должности директора.

### Великая Отечественная война
С началом Великой Отечественной войны, 6 июня 1941 года вступил в народное ополчение: в звании батальонного комиссара возглавил политотдел 4-й дивизии народного ополчения, сформированной из добровольцев Куйбышевского района Москвы. На этом посту, согласно воспоминаниям (1961 год) командующего армией генерала В. Н. Далматова, проявил себя как «энергичный, образованный коммунист». С августа 1942 года — агитатор отдела агитации и пропаганды Политуправления фронта; подполковник. Имел ранение.
Боевые награды:
- Орден Отечественной войны 1-й степени (10 апреля 1945 года)

Только в период подготовки войск к штурму Кёнигсберга тов. Змеул прочитал свыше 40 лекций и докладов среди офицерского и рядового состава 13 гвардейского корпуса 43 армии. Особенно успешно проходили лекции и доклады по приказу товарища Сталина № 5 [от 23 февраля 1945 года].
— Из приказа о награждении
- Орден Красной Звезды (22 февраля 1943 года)

За период работы фронтовым агитатором т. Змеул провёл 250 лекций и докладов, много раз выступал на митингах и красноармейских собраниях, причём основное количество выступлений проведено для бойцов и командиров на переднем крае.
Выступления тов. Змеула воодушевляют бойцов, воспитывают у личного состава неукротимую ненависть к врагу, и, если диктует обстановка, тов. Змеул личным примером подымает подразделения в атаку на врага. Так было во время декабрьских боёв, когда тов. Змеул выполнял особые задания в 155 сд.
— Из приказа о награждении
- Медаль «За боевые заслуги» (3 ноября 1944[8], за выслугу лет[2])
- Медаль «За оборону Москвы» (май 1944)[2]

### После войны

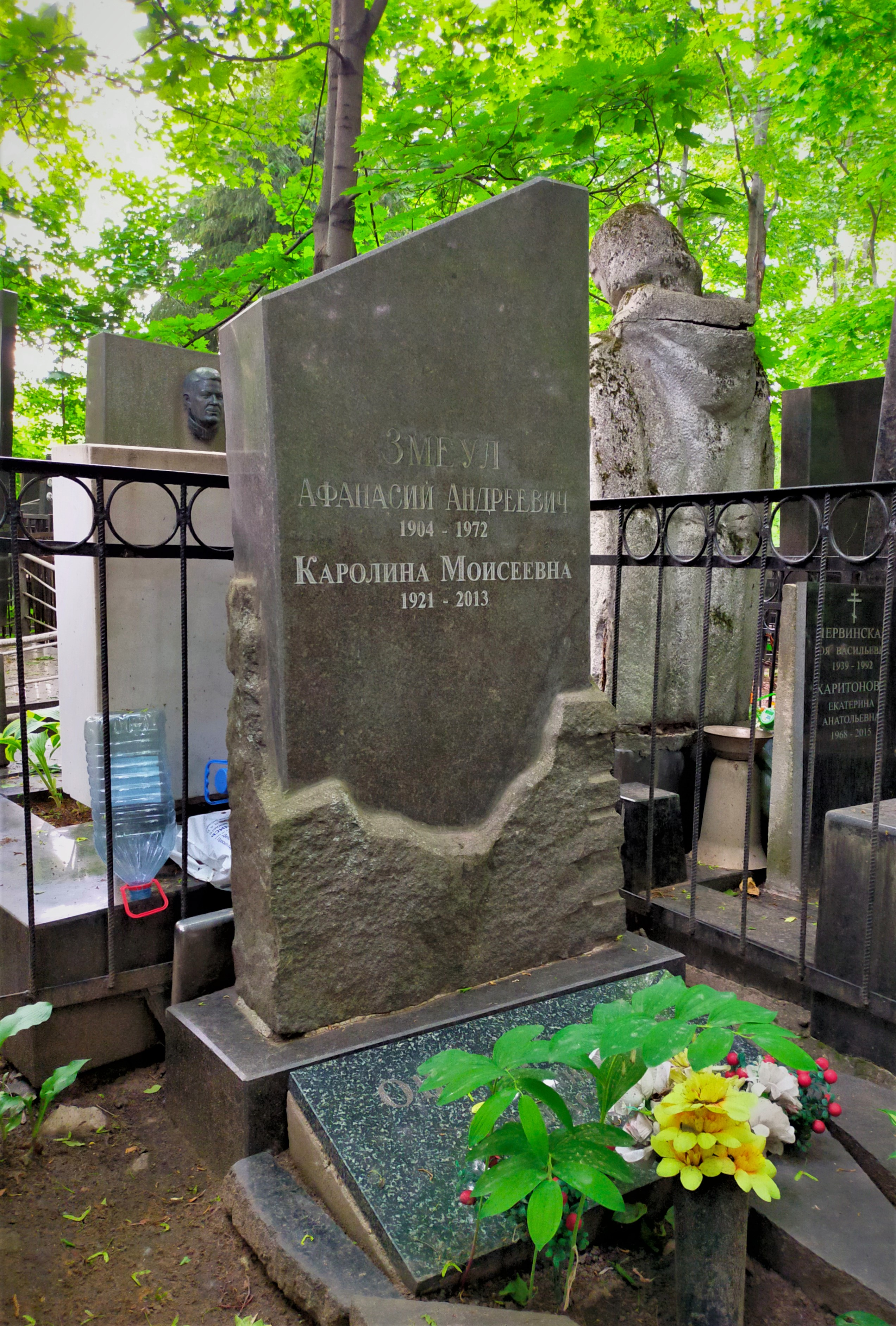
Могила А. А. Змеула на Введенском кладбище

По окончании войны вернулся в Академию внешней торговли на пост директора, который занимал с 15 сентября 1945 года по 28 апреля 1951 года (в то время как пост ректора занял И. С. Потапов).
С 4 мая 1951 года по 1962 год — председатель Всесоюзного объединения «Международная книга». Как следует из опубликованной в 2001 году записки Змеула в ЦК КПСС, в 1957 году В/О «Международная книга» через торгпредства СССР в США и Франции предпринимало попытки воспрепятствовать изданию за границей книги Бориса Пастернака «Доктор Живаго».
Умер в 1972 году. Похоронен на Введенском кладбище (29 уч.).

## Семья
- Дочь от первого брака — Майя (1930—2014), первым браком (1951) была замужем за сотрудником Внешторга Морисом Овчинниковым, вторым браком за Романом Карменом, третьим (1980) — за Василием Аксёновым, с которым в 1980 году выехала в США[11].
  - Внучка — Елена (Алёна) Морисовна Гринберг (урождённая Овчинникова, 1954—2008), была замужем за писателем В. В. Труниным.

2-й брак — Каролина Моисеевна Змеул (1921—2013).
- Дочь — Ирина Афанасьевна Змеул (род. 1947)[12].
  - Внук — Александр Александрович Змеул (род. 1978), кандидат исторических наук, историк архитектуры и градостроительства[13][14][15].

## Труды
- Змеул А. О профсоюзах как «школе коммунизма» // История пролетариата СССР. — 1932. — № 9.
- Змеул А. Основы марксистско-ленинского учения о профсоюзах / Под ред. И. Зыбина. — М.: «Профиздат», 1932. — 32 с.
- Змеул А. Рабочее движение в 90-е годы / Под ред. А. М. Панкратовой. — М.: ВЦОПС Заочный институт профдвижения, 1932. — 48 с.
- Змеул А. От Февраля к Октябрю. Профсоюзы и фабзавкомы в 1917 г. — М.: «Профиздат», 1934. — 116 с. — 17 000 экз.
- Змеул А. Революционный подъём накануне 1905 года // Спутник агитатора. — 1939. — № 10.